# Sofia Pernas
Sofia Pernas (* 31. Juli 1989 in Ifrane, Fès-Meknès) ist eine US-amerikanische Schauspielerin, Synchronsprecherin und Model marokkanisch-spanischer Herkunft.

## Leben
Pernas ist die Tochter einer Marokkanerin und eines aus Galicien stammenden Spaniers. Als sie fünf Jahre alt war, zog die Familie nach Kalifornien ins Orange County. Pernas wuchs multilingual auf und spricht fließend Englisch, Arabisch, Spanisch und Deutsch. Sie hat einen Bruder und einen Cousin, die beide in den Streitkräften der Vereinigten Staaten dienen. Sie plante für sich selbst eine Karriere als Journalistin, wurde aber von einer Modelagentur entdeckt und entschied sich dann für eine Karriere als Model. So erhielt sie unter anderen Modelaufträge für das Viva Glam Magazine im Jahr 2012.
Mitte 2020 wurde bekannt, dass sie sich in einer Beziehung mit dem Schauspieler Justin Hartley befindet. Im Mai 2021 folgte die Hochzeit.
2009 debütierte sie im Fernsehfilm Die unglaubliche Reise des Sir Francis Drake in der Rolle der Isabella Drake, fiktive Filmtochter von Sir Francis Drake, als Schauspielerin. 2011 folgte eine Rolle in Age of the Dragons sowie kleinere Besetzungen in den Fernsehserien Navy CIS und Leverage. Von 2015 bis 2016 stellte sie die Rolle der Marisa Sierras in der Fernsehserie Schatten der Leidenschaft dar. Sie übernahm anschließend in fünf Episoden der Fernsehserie Jane the Virgin die Rolle der Catalina. Danach wurde sie für die Rolle der Hannah Rivera in der Fernsehserie The Brave gecastet, die sie von 2017 bis 2018 in 13 Episoden verkörperte. Von 2019 bis 2022 war sie in der Rolle der Lexi Vaziri in der Fernsehserie Blood & Treasure – Kleopatras Fluch zu sehen.

## Filmografie (Auswahl)
- 2009: Die unglaubliche Reise des Sir Francis Drake (The Immortal Voyage of Captain Drake, Fernsehfilm)
- 2011: Age of the Dragons
- 2011: Navy CIS (NCIS, Fernsehserie, 2 Episoden)
- 2011: Leverage (Fernsehserie, Episode 4x14)
- 2011: Underground – Tödliche Bestien (Underground)
- 2012: Bent (Mini-Serie, Episode 1x02)
- 2014: Indigenous
- 2014: Operation Rogue
- 2015–2016: Schatten der Leidenschaft (The Young and the Restless, Fernsehserie, 49 Episoden)
- 2016: Transylvania (Fernsehfilm)
- 2016–2017: Jane the Virgin (Fernsehserie, 5 Episoden)
- 2017–2018: The Brave (Fernsehserie, 13 Episoden)
- 2018: Deadly Hack (Fernsehfilm)
- 2018: The Green Ghost
- 2019–2022: Blood & Treasure – Kleopatras Fluch (Blood & Treasure, Fernsehserie, 25 Episoden)
- 2020: Der geheime Club der zweitgeborenen Royals (Secret Society of Second-Born Royals)
- 2021: Green Ghost and the Masters of the Stone
- 2022. Quantum Leap (Fernsehserie, Episode 1x04)
- seit 2024: Tracker (Fernsehserie)
- 2024: Sonic the Hedgehog 3
- 2025: Suits LA (Fernsehserie)

## Synchronsprecherin
- 2020: Star Wars: Squadrons (Videospiel)